# 헤세드찬양단
헤세드찬양단은 대한민국의 음악 그룹이다. 2000년 정규 앨범 《헤세드찬양단 (회복)》으로 데뷔했다.

## 방송
- 제23회 극동방송 복음성가경연대회 (2015) - 인기상

## 음반
- 헤세드찬양단 (회복) (2000)
- 하늘바람 (2009)
- 23회 극동방송 복음성가경연대회 기념음반 (2015)
- 23회 극동방송 복음성가경연대회 본선곡 The Voice (2015)